# 직무관련성
직무관련성은 법인과 대표기관 사이의 내부적인 직무수행관계와는 별도로 외부에서 객관적으로 볼 때 직무수행이라고 여겨지는 것을 말한다. 직무에 관한 것이라는 의미는 행위의 외형상 법인의 대표자의 직무행위라고 인정할 수 있는 것이라면 설사 그것이 대표자의 사리를 도모하기 위한 것이었거나 혹은 법령의 규정에 위배된 것이었다 하더라도 위의 직무에 관한 행위에 해당한다.

## 판례
- 토지개량사업의 조합원이 토지개량사업법(폐) 소정 절차를 밟지 않고 제3자로부터 차금한다 할지라도 이러한 행위는 그 직무에 관하여 한 행위라고 보는 것이 상당하고 다만 그 제3자가 조합장의 사용으로 하는 것임을 알고 있었다면 그 직무에 관하여 손해를 가하였다고 주장할 수 없다.[2]
- 대표이사의 위 일련의 행위는 신용금고대표이사로서의 직무집행행위와 밀접한 관련을 가지고 있고 외관상 객관적으로 보아 위 신용금고 대표이사의 직무집행행위로 보여진다 할 것이므로 위 신용금고는 대표이사의 위 불법행위로 인하여 예탁자가 입은 손해를 배상할 책임이 있다.[3]
- 법인의 대표자의 행위가 직무에 관한 행위에 해당하지 아니함을 피해자 자신이 알았거나 또는 종대한 과실로 인하여 알지 못한 경우에는 법인에게 손해배상책임을 물을 수 없다[4]
- 법인의 대표자가 그 직무에 관하여 타인에게 손해를 가함으로써 법인에 손해배상책임이 인정되는 경우에, 대표자의 행위가 제3자에 대한 불법행위를 구성한다면 그 대표자도 제3자에 대하여 손해배상책임을 면하지 못하며, 민법 제35조 제1항), 또한 사원도 위 대표자와 공동으로 불법행위를 저질렀거나 이에 가담하였다고 볼 만한 사정이 있으면 제3자에 대하여 위 대표자와 연대하여 손해배상책임을 진다. 그러나 사원총회, 대의원 총회, 이사회의 의결은 원칙적으로 법인의 내부행위에 불과하므로 특별한 사정이 없는 한 그 사항의 의결에 찬성하였다는 이유만으로 제3자의 채권을 침해한다거나 대표자의 행위에 가공 또는 방조한 자로서 제3자에 대하여 불법행위책임을 부담한다고 할 수는 없다. 이 때 의결에 참여한 사원 등이 대표자와 공동으로 불법행위를 저질렀거나 이에 가담하였다고 볼 수 있는지 여부는, 그 의결에 참여한 법인의 기관이 당해 사항에 관하여 의사결정권한이 있는지 여부 및 대표자의 집행을 견제할 위치에 있는지 여부, 그 사원이 의결과정에서 대표자의 불법적인 집행행위를 적극적으로 요구하거나 유도하였는지 여부 및 그 의결이 대표자의 업무 집행에 구체적으로 미친 영향력의 정도, 침해되는 권리의 내용, 의결 내용, 의결행위의 태양을 비롯한 위법성의 정도를 종합적으로 평가하여 법인 내부행위를 벗어나 제3자에 대한 관계에서 사회상규에 반하는 위법한 행위라고 인정될 수 있는 정도에 이르러야 한다.[5]
- 비법인사단의 대표자가 직무에 관하여 타인에게 손해를 가한 경우 그 사단은 민법 제35조 제1항의 유추적용에 의하여 그 손해를 배상할 책임이 있고, 비법인사단의 대표자의 행위가 대표자 개인의 사리를 도모하기 위한 것이었거나 혹은 법령의 규정에 위배된 것이었다 하더라도 외관상, 객관적으로 직무에 관한 행위라고 인정할 수 있다면 민법 제35조 제1항의 직무에 관한 행위에 해당한다 할 것이나, 한편 그 대표자의 행위가 직무에 관한 행위에 해당하지 아니함을 피해자 자신이 알았거나 또는 중대한 과실로 인하여 알지 못한 경우에는 비법인사단에게 손해배상책임을 물을 수 없다. 여기서 중대한 과실이라 함은, 거래의 상대방이 조금만 주의를 기울였더라면 대표자의 행위가 그 직무권한 내에서 적법하게 행하여진 것이 아니라는 사정을 알 수 있었음에도 만연히 이를 직무권한 내의 행위라고 믿음으로써 일반인에게 요구되는 주의의무에 현저히 위반하는 것으로 거의 고의에 가까운 정도의 주의를 결여하고, 공평의 관점에서 상대방을 구태여 보호할 필요가 없다고 봄이 상당하다고 인정되는 상태를 말한다.[6]
- 제111조에 의하면 군농업협동조합이라는 법인의 목적달성을 위한 사업중에는 신용사업이 있으나 그 신용사업수행을 위하여 자금차입을 하는 경우에는 반드시 농업협동조합중앙회로부터서만 이를 함을 요하는 것으로 법률상 명백히 규정하고 있으니 자금차입에 관한 군농업협동조합 자체의 불법행위 책임은 그 조합의 대표권자가 위 중앙회로부터 자금차입을 하는데 관하여 타인에게 불법행위를 가한 경우에만 한정된다 할 것인바 농업협동조합의 지소장이 그 개인적인 사업자금조달을 위하여 개인으로부터 자금을 차입하여 타인에게 손해를 가하였다 하더라도 이는 위 조합의 목적범위내에서 타인에게 불법행위를 가한 경우라고 볼 수 없어 위 조합자체의 불법행위가 된다고 볼 수 없다.[7]

## 같이 보기
- 대한민국 민법 제35조